# Larry Johnson (Filmproduzent)
Larry Alderman Johnson (* 11. Juni 1947 in Fort Moore, Georgia; † 21. Januar 2010 in Redwood City, Kalifornien) war ein US-amerikanischer Film- und Musikproduzent, Regisseur und Cutter, der vor allem für seine langjährige Zusammenarbeit mit dem Musiker Neil Young bekannt war.

## Frühe Lebensjahre
Der in Fort Moore, Georgia, geborene Sohn einer Militärfamilie besuchte die Peekskill Military Academy und die Rutgers University. Während seiner Zeit an der Peekskill Military Academy wurden seine kreativen Fähigkeiten und sein „gutes Ohr“ für Musik sehr geschätzt. Er war Bandleader und Tambourmajor. Johnson begann in den späten 1960er Jahren mit dem Filmemachen und gehörte ursprünglich zu den Ostküsten-Guerilla-Dokumentarfilmern, die zu dieser Zeit aufkamen. Als Teil einer New Yorker Szene, zu der auch Martin Scorsese, Brian De Palma, die Cutterin Thelma Schoonmaker, L. M. Kit Carson und andere gehörten, brachten sie eine Sensibilität für die Straße und eine engagierte politische Haltung in ihre Arbeit ein, die die turbulente Zeit der späten sechziger Jahre widerspiegelt.
In seiner langen Karriere arbeitete Johnson als Produzent, Regisseur, Cutter, Tontechniker, Kameramann und Produktionsleiter. Neben Mitarbeitern wie Thelma Schoomaker, Jeanne Field und Bob Maurice bei Paradigm Films arbeitete Johnson 1969 als Assistent der Paradigm-Films-Gründer John Binder und Michael Wadleigh.
 Er begann seine Karriere als Toningenieur und wurde 1971 für einen Oscar für den besten Ton nominiert, weil er für den Dokumentarfilm Woodstock die Außenaufnahmen, die Mischung und das Sounddesign übernommen hatte und auch als Assistent des Regisseurs Michael Wadleigh tätig war. Über seine Rolle bei der Produktion von Woodstock heißt es, Johnson habe „die Seele von Woodstock mehr verkörpert als jedes andere Mitglied der Filmcrew“.
1972 erschien Marjoe, ein Exposé über den Evangelisten und Betrüger Marjoe Gortner, bei dem Johnson als Tontechniker tätig war. In den frühen 1970er Jahren arbeitete Johnson häufig mit dem erfahrenen Kameramann David Myers zusammen und wurde oft mit TVTV in Verbindung gebracht, einer Gruppe von abtrünnigen Dokumentarfilmern, die eine neue Sensibilität in die Konventionen von Fernsehdokumentationen einbrachten und deren Arbeiten auf PBS ausgestrahlt wurden und von der Kritik viel Beachtung fanden.

## Zusammenarbeit mit Neil Young
Die Wege von Johnson und Neil Young kreuzten sich zum ersten Mal 1969 in Woodstock, wo Young, der als Mitglied von Crosby, Stills & Nash auftrat, sich weigerte, gefilmt zu werden (obwohl es auf Youngs „Archiv“ Aufnahmen von Young und Stills gibt, die das langsamere Originalarrangement von „Mr. Soul“ auf akustischen Gitarren spielen). Johnson und der Kameramann David Meyers wurden von CSNY engagiert, um ihren Auftritt im Fillmore East 1970 für einen Konzertfilm zu filmen, der jedoch nie fertiggestellt wurde. 1971 produzierten Frederic Underhill und Johnson Neil Youngs Film Journey Through the Past, der einige der CSNY-Aufnahmen von 1970 enthielt und den Beginn seiner langjährigen Zusammenarbeit mit Neil Young markierte. Er wurde auch als Produzent der Soundtrack-LP anerkannt.
1978 arbeitete Johnson erneut mit Young an dessen Konzertfilm Rust Never Sleeps und war auch Produzent von Youngs Spielfilm Human Highway, einer exzentrischen „Nuklearkomödie“ mit Young, Dennis Hopper, Dean Stockwell, Russ Tamblyn und Sally Kirkland, der 1982 in die Kinos kam. Im Rahmen seiner weiteren Zusammenarbeit mit Young produzierte er auch die 1984er LaserDisc/VHS-Single Trans unter der Regie von Hal Ashby und inszenierte 1986 Youngs Cow-Palace-Konzert „Live from a Rusted-Out Garage“ für Pay Per View.
Als Leiter von Youngs Filmproduktionsfirma Shakey Pictures produzierte Johnson Youngs Konzertvideos Weld, Year of the Horse, Neil Young: Silver and Gold und Neil Young: Red Rocks Live, wobei er bei den letzten beiden auch Regie führte. Johnson arbeitete weiterhin mit Young an dessen zahlreichen Projekten, darunter das lang erwartete The Archives, und war Co-Produzent von Youngs ehrgeizigem Konzeptalbum Greendale (2003). Von Young als „musikalischer Roman“ beschrieben, handelt es sich um eine Reihe von Songs, die eine kalifornische Kleinstadtfamilie beschreiben, die in der Welt nach dem 11. September 2001 gefangen ist und darum kämpft, ihren Lebensstil in einer Zeit des sozialen und politischen Umbruchs aufrechtzuerhalten. Johnson, der an David Lynchs „Blue Velvet“ und „Twin Peaks“ erinnert, half Young bei der Entwicklung der vielschichtigen Hintergrundgeschichten der Songcharaktere, und das Album und der darauf folgende Film gehören zu den größten Erfolgen des Singer-Songwriters. Johnson produzierte auch den dazugehörigen Film, bei dem Young Regie führte, und überwachte die zweijährige Greendale-Tournee, eine Mischung aus Rockkonzert und Broadway-Musical, die eine erstaunliche Umsetzung des Konzepts darstellte. Kürzlich wurde bekannt, dass sowohl ein Comic als auch ein Theaterstück, die auf dem Konzeptalbum basieren, in Arbeit sind.
Johnson war auch Co-Produzent von Youngs 2006 erschienenem Protestalbum Living with War und fungierte als interner Videoregisseur für viele von Youngs Tourneen, einschließlich der CSNY „Freedom of Speech“-Tour, die sich stark auf Youngs Antikriegsalbum stützte. Während der Produktion von Videos für die Living with War Website lernten Young und Johnson den „Nightline“-Korrespondenten Michael Cerre kennen, der ihnen von seinen Erfahrungen als Korrespondent im Irak berichtete. Cerre und Young begannen, eine Erzählung zu entwerfen, in der Aufnahmen von Soldaten im Irak mit Konzertmitschnitten der Tour kombiniert werden sollten. Johnson produzierte den Film, der Young seine besten Kritiken als Filmemacher einbrachte. Evan Handler schrieb auf der Website der Huffington Post: „Es fühlt sich seltsam an, das zu sagen, aber „CSNY/Déjà Vu“ könnte der wichtigste Film des Sundance Festivals 2008 sein. Nicht wegen irgendeiner großen filmischen Innovation (obwohl ich denke, dass es ein guter Film ist), sondern wegen der einfachen Entscheidung des Regisseurs Neil Young (der unter dem Pseudonym Bernard Shakey arbeitet), den Fokus des Films nicht so sehr auf die Offenheit von ihm und seinen Bandkollegen gegenüber der Bush-Regierung und dem Irak-Krieg zu legen, sondern auf die Reaktionen, die diese Offenheit bei ihrem Publikum und der Presse hervorrief“. Der Film wurde auch von den Berliner Festspielen angenommen. Der Film kam im Juli 2008 in die amerikanischen Kinos und wurde für seine emotionale Kraft gelobt. Die Los Angeles Times schrieb: „CSNY/Déjà Vu“, Neil Youngs effektvoller Hybrid aus Konzertfilm und politischer Momentaufnahme, ist einer der klügsten und unterhaltsamsten in einer langen Reihe von Anti-Irakkriegs-Dokumentarfilmen. .... Aktuelles und archiviertes Interview-, Nachrichten-, Kriegs- und Musikmaterial, das oft die Konflikte in Vietnam und im Irak gegenüberstellt, runden diesen unerschütterlichen, gut konstruierten Film ab", während Richard Roeper in „At the Movies“ den Daumen nach oben reckte und den Film als „gute, starke Dokumentation" bezeichnete. ...(Young) ist ein brillanter Künstler“, und Steven Rea vom Philadelphia Inquirer schrieb: „Wenn Young - äh, Shakey - den Fokus von sich selbst und seinen Bandkollegen auf einige dieser Veteranen verlagert, erreicht der Film eine unerwartete Kraft und Emotionalität“. Johnson war sowohl an der Video- als auch an der physischen Produktion von Youngs The Archives Vol. 1 1963–1972 beteiligt und wurde bei der Veröffentlichung im Juni 2009 als Produzent genannt.
Johnson arbeitete weiterhin mit Young an seinem neuesten Filmprojekt, einem Dokumentarfilm mit dem Titel „Linc-Volt“ über die Umwandlung älterer spritfressender Autos in kraftstoffeffiziente, emissionsarme und umweltfreundliche Fahrzeuge.

## Weitere Projekte
Nach seiner Rückkehr in die Rockszene im Jahr 1975 war Johnson verantwortlich für die Aufnahmen von Bob Dylans „Rolling Thunder Review Fantasia“, „Renaldo & Clara“ und als Line Producer für das legendäre Konzert und den Film „The Band“. In den 1980er Jahren wandte sich Johnson der Regie von Konzertvideos für verschiedene Musiker zu, darunter Joni Mitchells „Shadows and Light“, Belinda Carlisles „Live in Concert“, New Editions „Past & Present“ und Bobby Browns „My Prerogative“. Er führte auch Regie bei Musikvideos, darunter die populäre Hymne „God Bless the U.S.A.“ des Country-Sängers Lee Greenwood.
1993 veröffentlichte Johnson eine andere Art von Musikvideo,  „Lean by Jarre“, eine symphonische Performance des Oscar-prämierten Filmkomponisten Maurice Jarre, dessen langjährige Zusammenarbeit mit dem Regisseur David Lean die Grundlage für das Konzertvideo bildete. Mit Ausschnitten aus Leans Filmklassikern wie Lawrence von Arabien und Doktor Schiwago zeugte die Home-Video-Veröffentlichung vom unvergesslichen Beitrag von Jarres Partituren zu Leans späteren Filmen und bestätigte Johnson als Meister der Konzertform, ob klassisch oder populär, und bleibt ein Höhepunkt seiner Karriere.
1995 produzierte und leitete Johnson die bahnbrechende CD-ROM Forrest Gump: Music and the Times, die Songs aus dem Oscar-prämierten Soundtrack des Films und Interviews mit den Künstlern enthält, die an den Aufnahmen zum Film beteiligt waren, darunter ein Wiedersehen mit Mitgliedern von The Byrds und Buffalo Springfield. L.A. Johnson arbeitete auch außerhalb der Zusammenarbeit mit Neil Young, wobei er häufig auf das Talent seines Sohnes Ben zurückgriff, der selbst ein anerkannter Regisseur und Kameramann ist. Obwohl L.A. Johnson der breiten Öffentlichkeit nicht so bekannt ist, wird er von seinen Kollegen in der Film- und Musikbranche sehr respektiert. Er war zweimal mit der Musikunternehmerin Leslie Morris verheiratet und geschieden und hat einen Sohn, Ben (geb. 1982), und eine Tochter, Hannah (geb. 1984). Als leidenschaftlicher Angler nannte er seine Produktionsfirma Upstream Productions und lebte auf einem Boot in der Bay Area.

## Auszeichnungen
- Nominiert für den Oscar 1971 für den besten Ton für Woodstock[4]
- Nominiert für einen Grammy für die Co-Produktion von „Looking for a Leader“ aus Living with War 2007